# It's Only Me
It's Only Me è il quarto album in studio del rapper statunitense Lil Baby, pubblicato il 14 ottobre 2022.

## Tracce
1. Real Spill – 3:18
2. Stand on It – 2:46
3. Pop Out (with Nardo Wick) – 3:15
4. Heyy – 3:12
5. California Breeze – 2:57
6. Perfect Timing – 2:41
7. Never Hating (with Young Thug) – 2:40
8. Forever (featuring Fridayy) – 2:47
9. Not Finished – 2:43
10. In a Minute – 3:20
11. Waterfall Flow – 2:44
12. Everything – 2:20
13. From Now On (featuring Future) – 2:59
14. Double Down – 3:22
15. Cost to Be Alive (with Rylo Rodriguez) – 2:19
16. Top Priority – 3:07
17. Danger – 2:31
18. Stop Playin (featuring Jeremih) – 2:37
19. FR – 2:55
20. Back and Forth (with EST Gee) – 2:01
21. Shiest Talk (featuring Pooh Shiesty) – 2:03
22. No Fly Zone – 3:34
23. Russian Roulette – 2:55

## Classifiche

### Classifiche settimanali
| Classifica (2022) | Posizione massima |
| ----------------- | ----------------- |
| Australia         | 7                 |
| Austria           | 8                 |
| Belgio (Fiandre)  | 11                |
| Belgio (Vallonia) | 34                |
| Canada            | 1                 |
| Danimarca         | 7                 |
| Finlandia         | 30                |
| Francia           | 36                |
| Irlanda           | 6                 |
| Italia            | 29                |
| Lituania          | 23                |
| Norvegia          | 5                 |
| Nuova Zelanda     | 8                 |
| Paesi Bassi       | 2                 |
| Regno Unito       | 3                 |
| Stati Uniti       | 1                 |
| Svezia            | 22                |
| Svizzera          | 4                 |

### Classifiche di fine anno
| Classifica (2022) | Posizione |
| ----------------- | --------- |
| Stati Uniti       | 124       |
| Classifica (2023) | Posizione |
| Stati Uniti       | 13        |